# 6 Voltios
6 Voltios est un groupe de punk rock péruvien, originaire de Lima. Formé en 1998, la formation classique est composée par Alexis Korfiatis, Emilio Bruce et Mauricio Llona. Le groupe devient populaire en 1999, année durant laquelle il publie son premier album, Desde el sótano, l'un des plus représentatifs du genre. 6 Voltios compte six albums studio.

## Biographie
Le groupe est formé à la mi-1998, avec Alexis Korfiatis à la guitare et au chant, Emilio Bruce à la basse, Rodrigo García-Sayán à la guitare, Jhair Álvarez au chant et Mauricio Llona à la batterie. Comme la plupart des groupes d'adolescents, 6 Voltios fait ses débuts à l'école. Après trois mois de répétition, ils participent au concours Hamilton Rock, obtenant la 2e place. Peu de temps après, en 1999, le groupe sort son premier album, Desde el sótano, qui est bien accueilli par leur public avec des chansons comme Solo, Wirito et Sonreír. Sur Radio Doble Nueve, la chanson Wirito atteint la 64e place du classement annuel 1999. De plus, cet album est considéré comme le seul à avoir la caractéristique principale d'être influencé par le ska.
En 2000, le groupe offre de petites performances à Barranco (Lima), gagnant, concert après concert, un public de plus en plus large. En 2001, 6 Voltios sort son deuxième album, Generación perdida, laissant derrière lui le ska et s'en tenant à un style hardcore mélodique qui caractérise le groupe. 
En février 2003, le groupe joue avec Attaque 77 et 2 Minutos, deux des groupes punk les plus reconnus d'Argentine. Deux mois plus tard, ils lancent Día plástico, un album qui rassemble de nouvelles versions de chansons du premier album du groupe, une nouvelle version de la chanson "En El Olvido", "El Chavo", deux reprises et sept morceaux live. Cette même année, le groupe enregistre le clip de la chanson "Lucas", diffusé sur MTV.
Vers le début de l'année 2005, le groupe établit des relations commerciales avec des sociétés importantes telles que (Volcom, Music Market, TDV et la brasserie Backus y Johnston, concluant avec ce dernier un contrat décisif qui permettrait d'entamer la consolidation définitive du groupe. En 2006, le groupe péruvien accomplit huit ans de carrière musicale qu'il célèbre en offrant de grands concerts comme au Centro de Convenciones del Hotel María Angola, dans les écoles de Lima et à l'Université de Lima. Entre 2007 et 2008, ils suivent avec des concerts à travers le Pérou, jusqu'à ce qu'ils décident de quitter le pays pour en offrir un à Santiago, au Chili. Par la suite, Emilio Bruce quitte le groupe pour des raisons personnelles. En 2009, Marcell Caillaux rejoint le groupe en tant que nouveau bassiste. 
Le 20 juillet 2012, au concert Bandas de Garage 2012, Emilio Bruce fait son retour dans le groupe. En mars 2013, Emilio Bruce et Mauricio Llona quittent le groupe en raison de divergences avec Alexis Korfiatis, et laissent par conséquent Alexis comme seul membre du groupe. Ils étaient déjà invité aux Bandas de Garage l'année précédente,. Plus tard, le groupe est représenté par Tito Boniccelli à la guitare, Cesar Ríos à la basse, et Alvaro Charapaqui à la batterie. En 2018, ils entreprennent une tournée au Mexique.

## Membres

### Membres actuels
- Alexis Korfiatis — chant, guitare solo (depuis 1998)
- Álvaro Charapaqui — batterie (depuis 2013)
- César Ríos — basse (depuis 2014)

### Anciens membres
- Tito Bonicelli — basse, guitare solo (2014-2017)
- Marcel Caillaux — basse, chœurs (2009-2012)
- Emilio Bruce — basse (1998-2009, 2012-2013)
- Ademir Malca — basse (2013-2014)
- Mauricio Llona — batterie, chœurs (1998-2013)
- Rodrigo García-Sayan — guitare solo (1998-1998)
- Alberto Reinal — guitare (1998-1998)
- Franco — chœurs, chant

## Discographie

### Albums studio
- 1999 : Desde el sótano
- 2001 : Generación perdida
- 2002 : Tan sólo una vez más
- 2003 : Día plástico
- 2006 : Descompresión
- 2014 : Alto voltaje
- 2022 : Desde el ático

### EP
- 2010 : 5 canciones que nunca debieron salir
- 2014 : Para tu cabeza